# Brendan Eich
Brendan Eich (* 1961 Pittsburgh, Pensylvánie) je americký programátor a tvůrce skriptovacího jazyka JavaScript. Po ukončení vysokoškolského studia v roce 1986 začal pracovat ve společnosti Silicon Graphics, kde se 7 let podílel na operačním systému a síťovém kódu. Následně pracoval 3 roky ve společnosti MicroUnity Systems Engineering, kde pracoval na mikrokernelu a DSP kódu. Vytvořil též první port GCC pro MIPS R4000.
Eich je znám zejména svou prací pro Netscape a Mozillu. V Netscape Communications Corporation začal pracovat v dubnu 1995, kde vytvářel JavaScript pro webový prohlížeč Netscape Navigator. V roce 1998 pak pomáhal zakládat projekt Mozilla.org. Když společnost AOL ukončila podporu projektu (červenec 2003), pomáhal zakládat Mozilla Foundation. V roce 2005 pak přešel do nově vzniklé společnosti Mozilla Corporation, kde od té doby působí.
V březnu 2014 byl jmenován generálním ředitelem (chief executive officer) Mozilla Corporation, když v této funkci nahradil Garyho Kovace, který odešel v předchozím roce, a dočasného Jaye Sullivana. Po oznámení firma čelila kritice ze strany desítky zaměstnanců a některých uživatelů jejího softwaru. Na protest rezignovala polovina představenstva. Některé nezávislé vývojářské skupiny oznámily ukončení spolupráce s Mozillou. Jedním z důvodů byla skutečnost, že Eich v roce 2008 finančně podpořil kampaň na podporu zákazu stejnopohlavních sňatků v Kalifornii („Proposition 8“), což vyšlo veřejně najevo v roce 2012. Petici požadující Eichovo vysvětlení svého postoje a případně jeho odvolání podepsalo do konce března téměř 70 tisíc signatářů. Firmu poškodil také bojkot ze strany internetové seznamky OkCupid, která svým uživatelům zablokovala přístup z prohlížeče Firefox a doporučila používat konkurenční prohlížeče. Již počátkem dubna Eich z funkce odstoupil. Odstoupil také z představenstva Mozilla Foundation.
Následně se začal věnovat vývoji prohlížeče Brave.